# Salvia funerea
Salvia funerea är en kransblommig växtart som beskrevs av Marcus Eugene Jones. Salvia funerea ingår i släktet salvior, och familjen kransblommiga växter. Inga underarter finns listade i Catalogue of Life.

## Bildgalleri

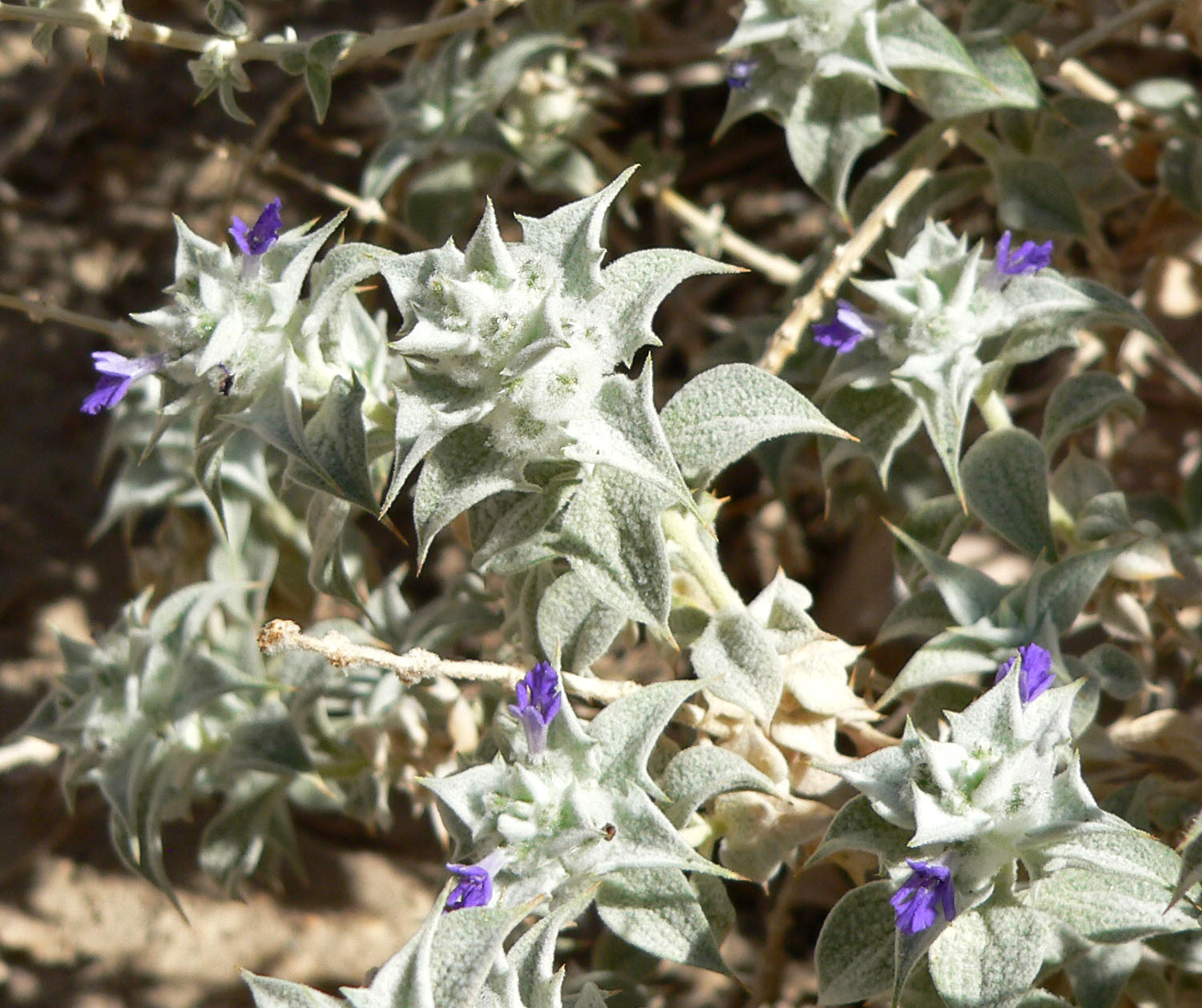
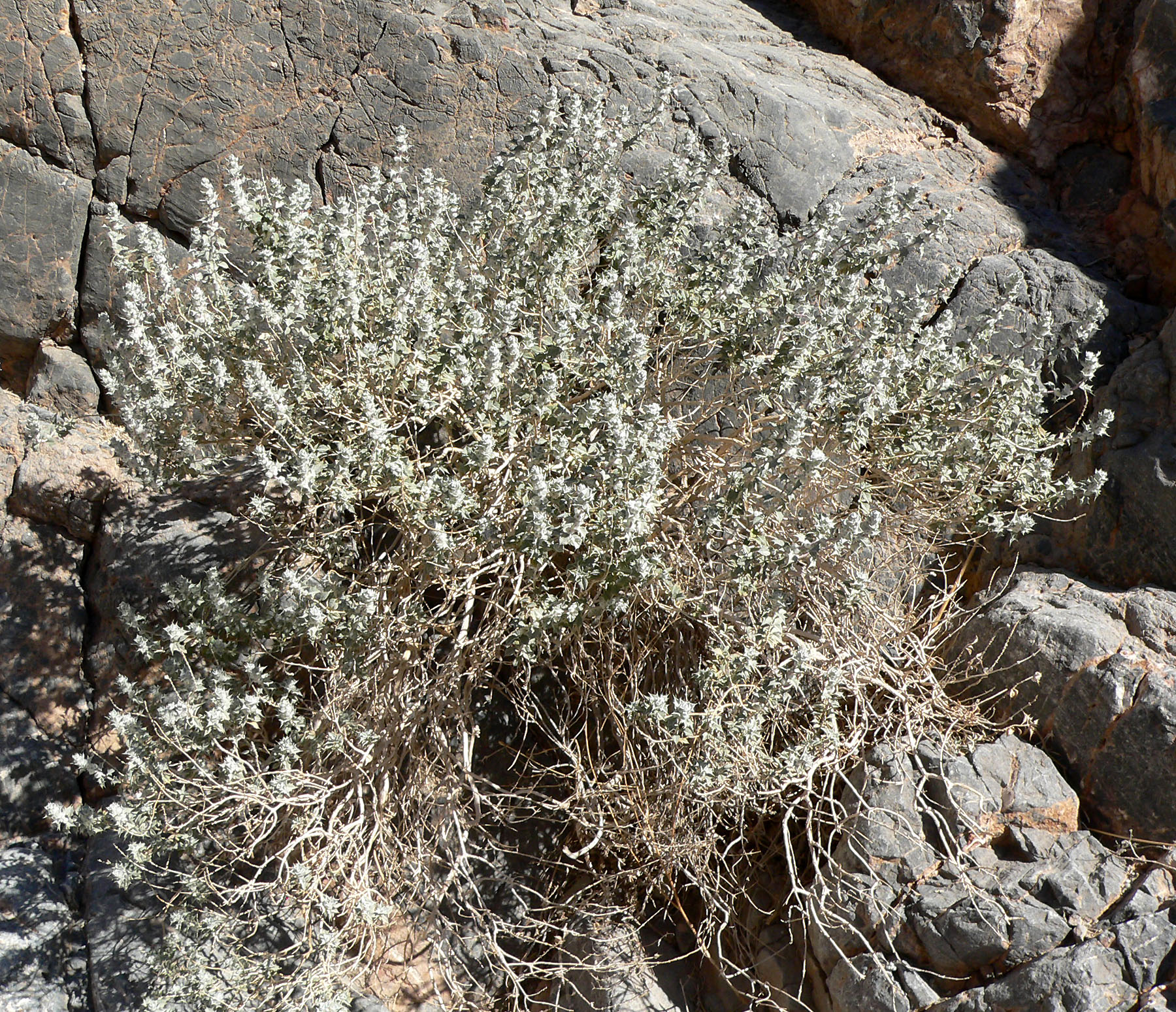
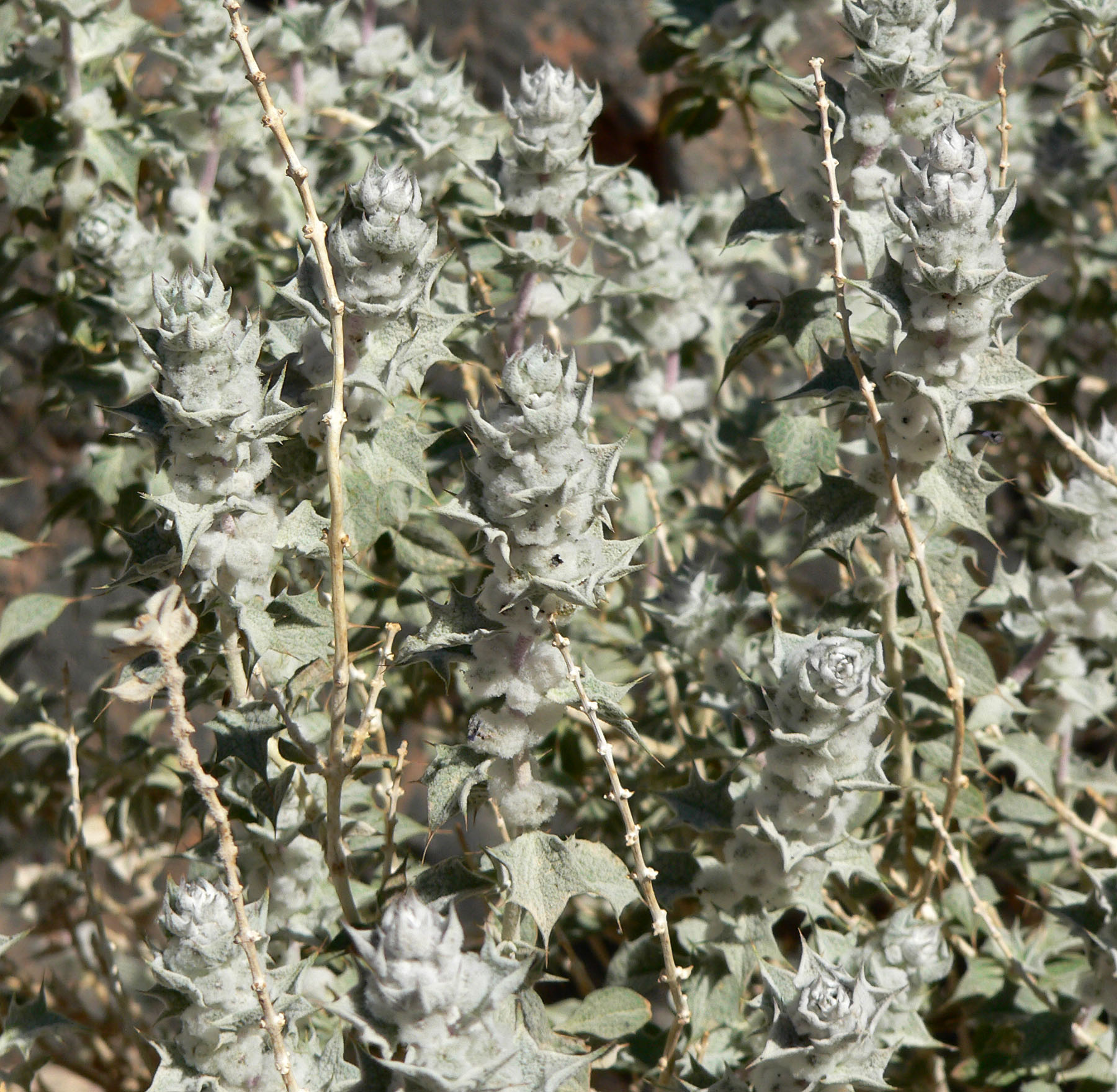
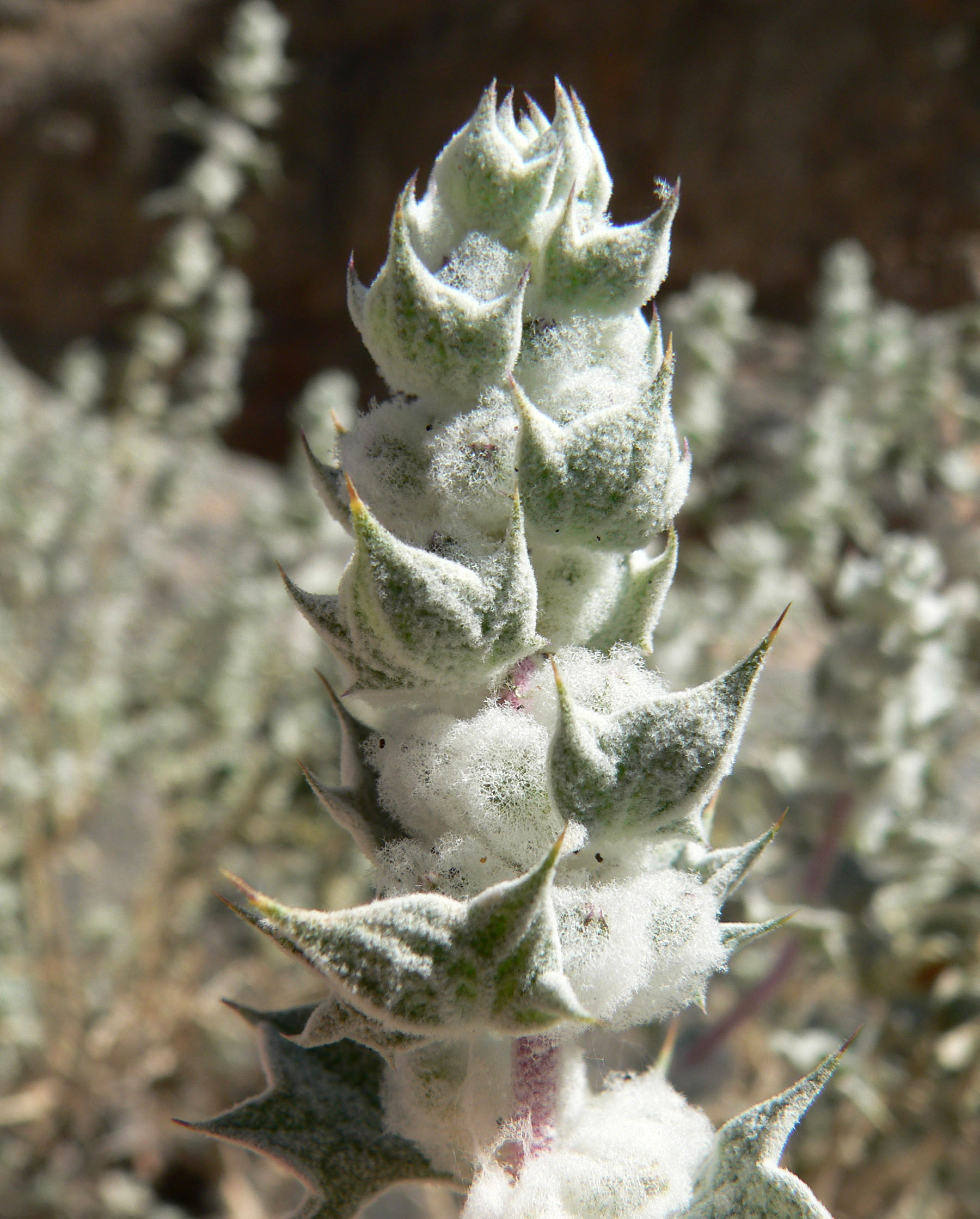
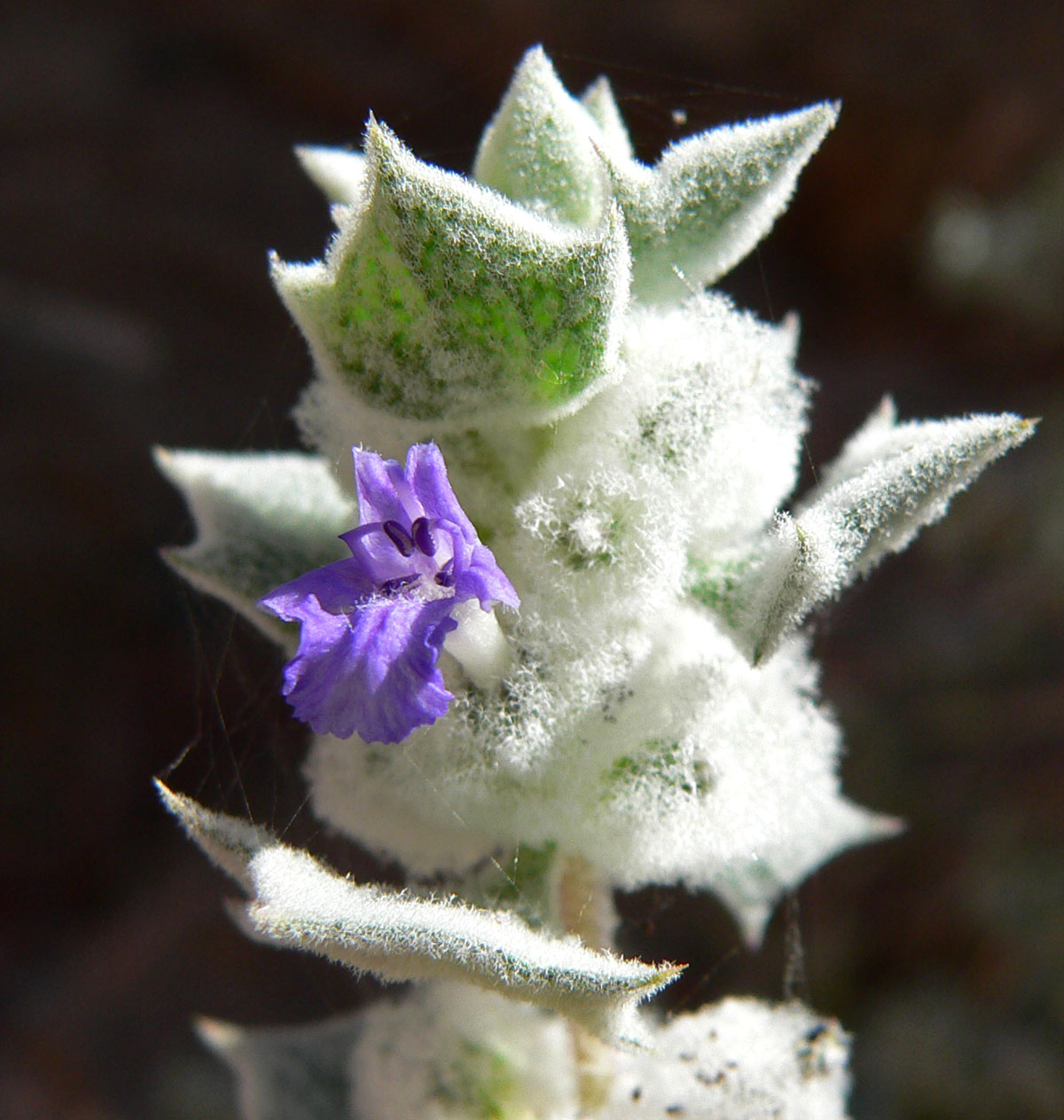
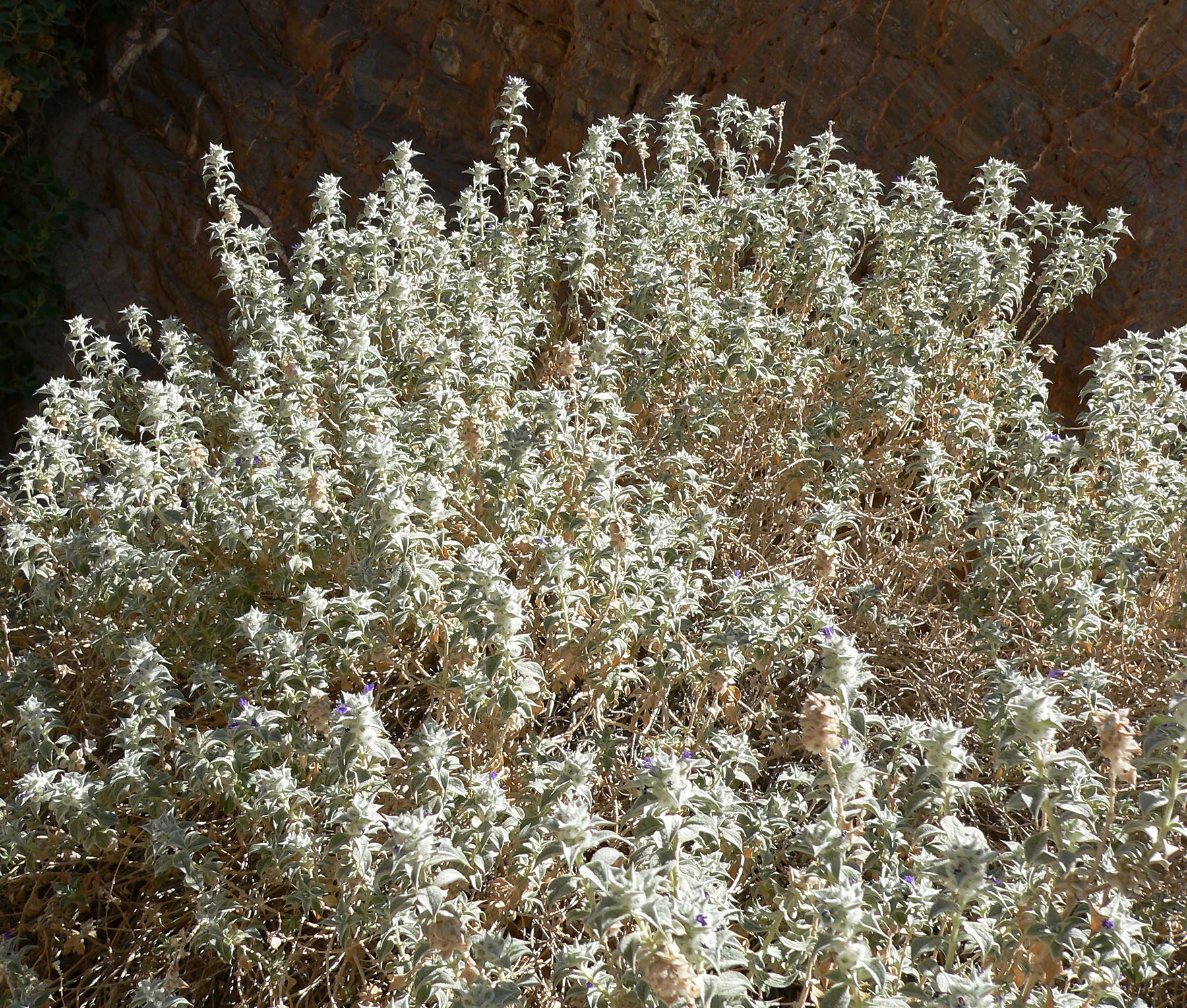